# ヘリコプター（オートジャイロ式）
ヘリコプター（オートジャイロ式）（ヘリコプター（オートジャイロしき））は、日本のトヨタ自動車工業（現トヨタ自動車）が試作したヘリコプターあるいはオートジャイロ。「ヘリコプター（オートジャイロ式）」という呼称は、1943年（昭和18年）に試作機を目撃した新庄絢夫が『トヨタ自動車20年史』への寄稿で用いたものであり、正式な名称や社内呼称などを示す記録は残されていない。

## 経緯
開発は豊田喜一郎が主導する形で進められており、彼による構想自体は1932年（昭和7年）頃にはすでに生じていた。
1939年（昭和14年）春に挙母工場内に航空機研究室（航研室）が設置された後はここが研究・製作の場となり、1940年（昭和15年）頃には、東北帝国大学工学部の抜山四郎教授が設計した木製可変ピッチ・3翅および4翅のローター（全長約1.5 m）と、B型エンジンを装備した試験装置を用いた揚力の測定実験が行われている。また、1941年（昭和16年）に購入されたビーチクラフト複葉旅客機を用いて、乗員保護のためのローターの風圧対策も研究された。1943年には挙母工場にて試作機1機が完成しており、同工場を視察した新庄絢夫陸軍中佐（軍需省課員）に対して豊田喜一郎が披露・解説している。その後、太平洋戦争の影響を受けて開発は中止された。
豊田喜一郎は1944年（昭和19年）には新たなヘリコプターの構想を始め、終戦を経て連合国軍最高司令官総司令部（GHQ）がいわゆる航空禁止令を発令した後も、水面下で研究が進められていた。こちらはローター直径6.45 m、トヨタ「TD型」水冷対向4気筒エンジン（45 hp）からの圧縮送気をローター先端の瓦斯爆発室に送り、これをガソリン噴射で発火爆発させてローターを回転させるという一種のチップジェット方式を採用していた。1952年（昭和27年）に豊田喜一郎が死去した後、実機の製作に至らぬままこのヘリコプター計画は途絶した。
なお、戦前の「オートジャイロ」の設計・製作は秘密保持を徹底した上で進められており、同時期に同種の航空機であるカ号観測機を開発していた陸軍技術本部などでもその存在は知られていなかった。開発に関する資料もわずかかつ断片的にしか残されておらず、図面や写真なども発見されていない。

## 機体
ベル 47と同等のサイズの複座機で、胴体はジュラルミン製、3翅のローターを備えている。機体の外観はシコルスキー S-55に類似していたとされる。豊田喜一郎によるコンセプトは、トラックと対比される小運送を担う機体、という旨のものだった。
なお、トヨタはその社史の中でローターを動力で回転させる「ヘリコプター」であるとしているが、ローターの動力回転と取り付け角の変更機構を利用してその場での離陸を行う「ジャンプ・テイクオフ」機構が組み込まれたオートジャイロであり、ローターの動力回転という共通項はあってもヘリコプターとは別種の機構を採用していたとする説も存在する。なお、戦後の豊田喜一郎自身は「オートジャイロ」と呼称していた。